# Чоловіки, що ненавидять жінок
«Чоловіки, що ненавидять жінок», швед. Män som hatar kvinnor; в англійському виданні книга мала назву The Girl with the Dragon Tattoo — «Дівчина з татуюванням дракона») — детективний роман шведського письменника та журналіста Стіга Ларссона, перший з трилогії Міленіум.
Роман був нагороджений преміями Скляний ключ в 2006 році, Boeke Prize в 2008 році, Galaxy British Book Awards в 2009 році і премією Ентоні.

## Історія створення і прототипи головних героїв
На створення головних героїв книг Ларссона, за його ж словами, надихнули образи, створені Астрід Ліндгрен. Прототипом Саландер є Пеппі Довгапанчоха. В оригінальній версії книги Лізбет руда, а на табличці на дверях її квартири за адресою Фіскаргатан, 9, вказано "В. Кула" (скорочення від Villekulla — віли, де жила Пеппі).
Мікаеля Блумквіста Ларссон називав "родичем Калле Блумквіста", хлопчика-детектива, персонажа дитячих книг. Повне ім'я Блумквіста - Карл (Калле) Мікаель Блумквіст. Порівнянням з Калле, як правило користуються неприхильники Блумквіста, тому він не використовує своє перше ім'я.
У творі наявно багато посилань на творчість шведської письменниці Астрід Ліндгрен. Так, поміж іншим, в літньому будиночку Готфріда Вагнера, оглядаючи книжкові полиці, Мікаель знаходить книгу "Пеппі Довгапанчаха" разом з "Всі ми - діти з Воллербю" і " Калле Блумквіст і Расмус". Ім'я бродячої кішки Червень (Tjorven) —  це також ім'я одного із персонажів Ліндгрен.
Персонажи роману увесь час пьють каву. Цивільна дружина письменника, Єва Габріельссон в своїй книзі "Мілленіум, Стіг і я", яка присвячена історії написання трилогії, пише що вони зі Стігом любили каву з самого дитинства. Стіга з п'яти років поїла кавою його бабуся.

## Сюжет
Мікаель Блумквіст, журналіст і видавець шведського політичного журналу «Міленіум», програв судовий позов, поданий проти нього мільярдером-підприємцем Гансом Еріком Веннерстрем, який звинуватив Блумквіста в наклепі. Три місяці - стільки журналіст повинен відсидіти у в'язниці.
Через деякий час Дірк Фруде, адвокат легендарного шведського промисловця Генріка Вангера, доручає Лісбет Саландер, 24-річній хакерші, що працює в охоронному агентстві «Мілтон Сек'юріті», скласти докладний життєпис Блумквіста. Після отримання вичерпного звіту про життя журналіста Фруде передає Блумквісту пропозицію від Генріка зустрітися в Гедестаді. Там Генрік Вангер пропонує Блумквісту під виглядом написання сімейної хроніки розслідувати зникнення його внучатої племінниці Гарієт. Шістнадцятирічна Гарієт пропала 40 років тому, в 1966 році. Вангер-старший переконаний, що Гарієт вбита, причому кимось із членів його великої родини. В якості аргументів літній промисловець називає не тільки солідну винагороду, але і серйозні докази проти Ханса Еріка Веннерстрем. Після недовгих сумнівів Блумквіст погоджується.
На час розслідування журналіст перебирається на острів Гедебю в Гедестаді, на якому і зникла Гарієт. Там же все життя живе і сам Вангер. Блумквіст знайомиться зі всіма живими членами сім'ї Вангер, серед яких колишній нацист Харальд, брат Генріка, і дочка Харальда Сесілія, з якою у Мікаеля починається роман.
Тим часом Лісбет Саландер, яка в 18-річному віці визнана недієздатною, втрачає свого опікуна і знайомиться з новим - адвокатом Нільсом Бьюрманом. Бьюрман користується своєю владою для примусу Саландер до сексу. Після зґвалтування Лісбет вирішує помститися адвокату - вона знімає останнє зґвалтування на приховану відеокамеру. Вона шантажує його відеозаписом, вимагаючи особистого доступу до всіх своїх банківських рахунків. Крім того, вона катує його і робить йому татуювання про те, що він насильник.
В ході розслідування Мікаель Блумквіст представляється список з п'яти жіночих імен і п'ятизначних чисел, написаний зниклою Гарієт Вангер. Лісбет, захоплива релігією, наводить його на зв'язок представленого списку з Біблією, в якій вірші (позначені в списку цифрами) описують жорстокі покарання жінок за їхні гріхи. Коли в розслідуванні Мікаелю потрібна допомога, він випадково дізнається, що Лісбет склала на нього досить докладне досьє. Здогадавшись, що вона є хакером, дізнається її адресу від Фруде і їде до неї, щоб запропонувати співпрацю в розслідуванні зникнення Гарієт. Об'єднавшись, вони проводять розслідування, в якому виявляють імена жінок, жорстоко убитих в 1940-1960-х роках в Швеції. Ця знахідка наводить їх на думку, що незадовго до зникнення Гарієт вийшла на слід серійного вбивці. Лісбет починає відчувати симпатію до Мікаель, і вони стають коханцями. Незабаром Блумквіст переконується, що за вбивствами стоїть Готфрід Вангер, батько Мартіна і Гарієт, що потонув в 1965 році. Але останнє вбивство сталося в 1966 році.
Проаналізувавши наявні матеріали, Мікаель приходить до висновку, що справу батька продовжив його син Мартін. Мікаель вирішує поговорити з Мартіном, але потрапляє в пастку. Вангер пов'язує Блумквіста в підвалі, де розповідає йому історію від початку до кінця. Першим серійним вбивцею в сім'ї Вангер був Готфрід, батько Мартіна і Гарієт. Аж до своєї смерті в 1965 році Готфрід ґвалтував і бив жінок і залучав свого власного сина Мартіна до скоєння вбивств. Обидва вони гвалтували Гарієт з тих пір, як їй виповнилося 14. Мартін пішов по стопах батька і зробив перше вбивство в лютому 1966 року. Після того як Мартін закінчує свою розповідь, в будинок вривається Лісбет, яка нападає на нього з ключкою для гольфу. Мартін намагається покинути околиці на автомобілі, але в прагненні відірватися від переслідує його на мотоциклі Саландер потрапляє в автокатастрофу і гине. Сама Гарієт виявляється живою. Блумквіст знаходить її в Австралії, куди вона втекла від знущань і побоїв брата Мартіна і жила під ім'ям своєї кузини Аніти. Мікаель переконує Гарієт повернутися до Швеції, що та і робить, приймаючи від Генріка посаду керуючого концерном «Вангер».
Коли Блумквіст дізнається про марність доказів Вангера проти Веннерстрем, він приходить в лють. Однак Саландер на той час вже зламала комп'ютер Веннерстрем і здобула куди більш серйозний компромат на мільярдера. Використовуючи матеріал, Блумквіст пише викривальну статтю і книгу про Веннерстрем, ніж домагається успіху свого журналу в національних масштабах. В цей час Саландер успішно краде 260 мільйонів доларів з рахунків Веннерстрем і переводить їх собі на анонімні офшори.
Веннерстрем кидається в біг і протягом півроку ховається за кордоном. Саландер спостерігає за ним через Інтернет, після чого анонімно повідомляє про його місцезнаходження злочинцям, яким він заборгував. Незабаром Веннерстрема знаходять мертвим.
Лісбет і Мікаель проводять Різдво удвох в будиночку Мікаеля в Сандгамні. Напередодні Нового року Саландер їде до Блумквіста з подарунком, збираючись зізнатися Мікаелю в любові, але, помітивши його разом з Ерікою Бергер, розчаровується в почуттях і їде.

## Переклад українською
В Україні книга була опублікована в 2010 році видавництвом Фоліо. Переклад зроблений В. М. Верховня на думку Юрія Винничука робився з російської мови, а не з мови оригіналу — шведської.

## Екранізації
У 2009 році шведська компанія Yellow Bird екранізувала всі книги трилогії. Режисером був Нільс Арден Оплев. Бюджет фільму склав 13 млн доларів, а загальний касовий збір — $ 104 млн.
Голлівуд екранізував книгу в 2011 році під назвою Дівчина з татуюванням дракона (англ. The Girl with the Dragon Tattoo). Режисер — Девід Фінчер. Роль Мікаеля Блумквіста виконав Деніел Крейґ, а Лісбет Саландер — Руні Мара. Бюджет склав 90 млн доларів, касовий збір — $ 232 млн.